# Le Fil (journal)
Pour les articles homonymes, voir Le Fil.
Le Fil est le journal de la communauté universitaire de l'Université Laval. Il est publié par le service des relations publiques de l’institution à raison d’environ 36 numéros hebdomadairement (irrégulièrement du mois de mai au mois d’août).
Le premier numéro du journal parait le 10 février 1966. La première année il est diffusé à une fréquence bimensuelle et s’adresse au personnel enseignant. La parution devient hebdomadaire à partir de la deuxième année.
D'abord diffusé sous le titre « Au fil des événements »  (ISSN 0225-1965), le titre du journal devient « Le Fil » à partir du mois de septembre 2012 (OCLC 1048822985). La diffusion en ligne commence dès 1994 et le volume 54, numéro 1 du 30 août 2018 fut le dernier à être publié sur papier.
Il est remplacé par la ressource numérique d'information de l'Université laval : ULaval Nouvelles